# Oud Gouvernement

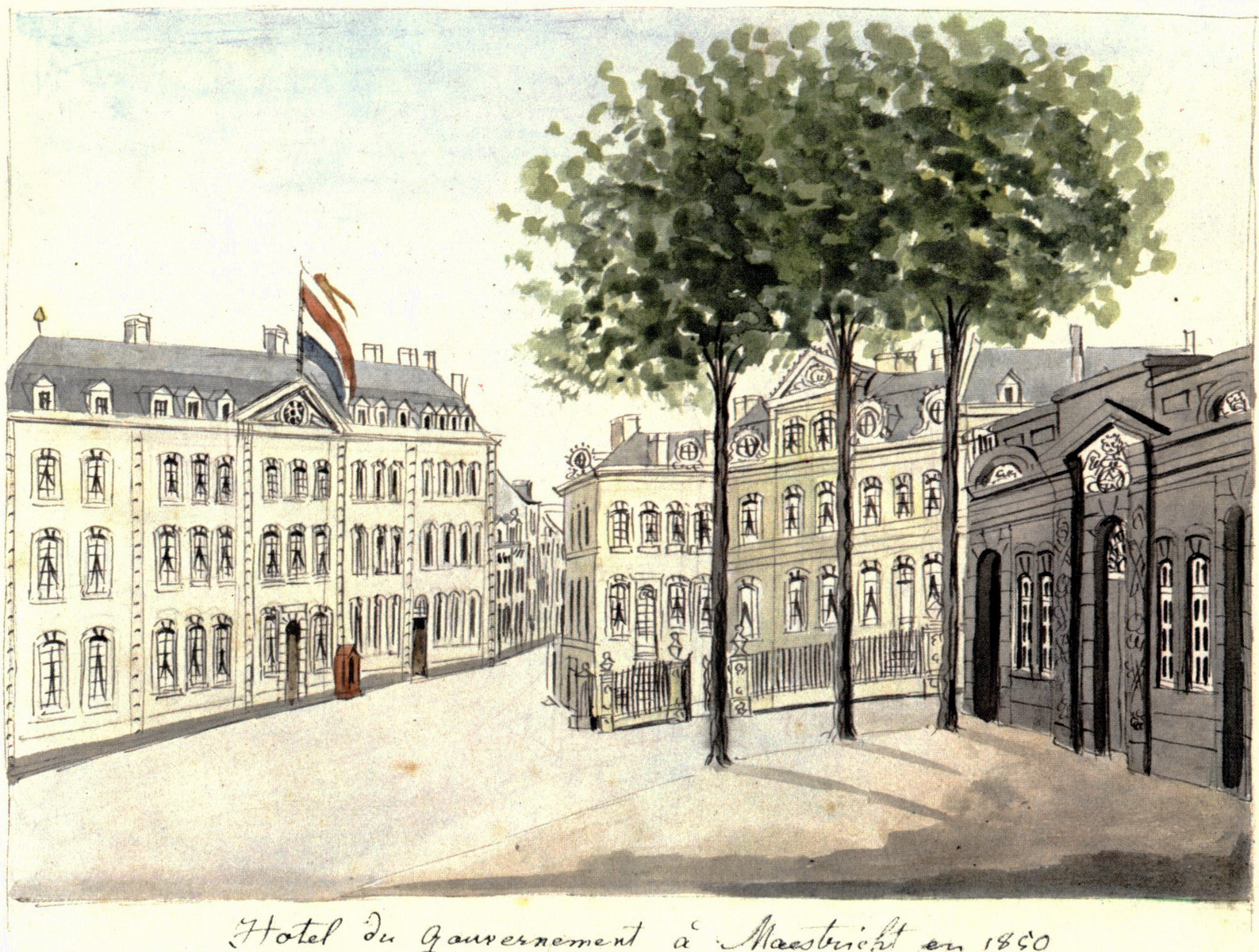
La légende indique : « Hotel du Gouvernement à Maestricht en 1850 ».

Le bâtiment Oud Gouvernement est l'ancien siège de la province de Limbourg, utilisé par la faculté de droit de l'Université de Maastricht, située sur la Bouillonstraat dans le centre historique de Maastricht.

## Histoire
Au XVIIe siècle se trouvait, à l’emplacement actuel de l’Oud Gouvernement, la résidence officielle des gouverneurs militaires de Maastricht. À l'origine, la résidence était composée de deux maisons achetées au Conseil municipal en 1616. Au cours des XVIIe et XVIIIe siècles, elles ont été reconstruites et agrandies à plusieurs reprises. En 1777, une rénovation majeure fut réalisée par l'architecte Mathias Soiron lors de laquelle la façade donnant sur Bouillonstraat fut restaurée et le bâtiment agrandi. 
Pendant la période française, le bâtiment abritait la préfecture. Napoléon Bonaparte y est resté en 1803. En 1860, des balcons en fer faisant la longueur du bâtiment y était attachés. En 1927, le bâtiment était devenu si vétuste que le balcon dut être retiré lors de la visite de la reine Wilhelmine. En 1929, le bâtiment a été démoli pour faire place au nouveau siège de la province, l’actuel Oud Gouvernement.
Le bâtiment actuel a été conçu par l'architecte Cees Bremer, qui avait travaillé à la construction du Palais de la Paix et de l'édifice de la Cour suprême à La Haye, et du pont Wilhelmina à Maastricht. Jusqu'en 1986, le bâtiment fut le siège du gouvernement provincial du Limbourg. Depuis 1990, la faculté de droit de l'Université de Maastricht y est établie.
Le monument est devenu un monument national en 1996. Certaines parties du bâtiment ont été rénovées en 2009 et 2010.

## Description

### Extérieur

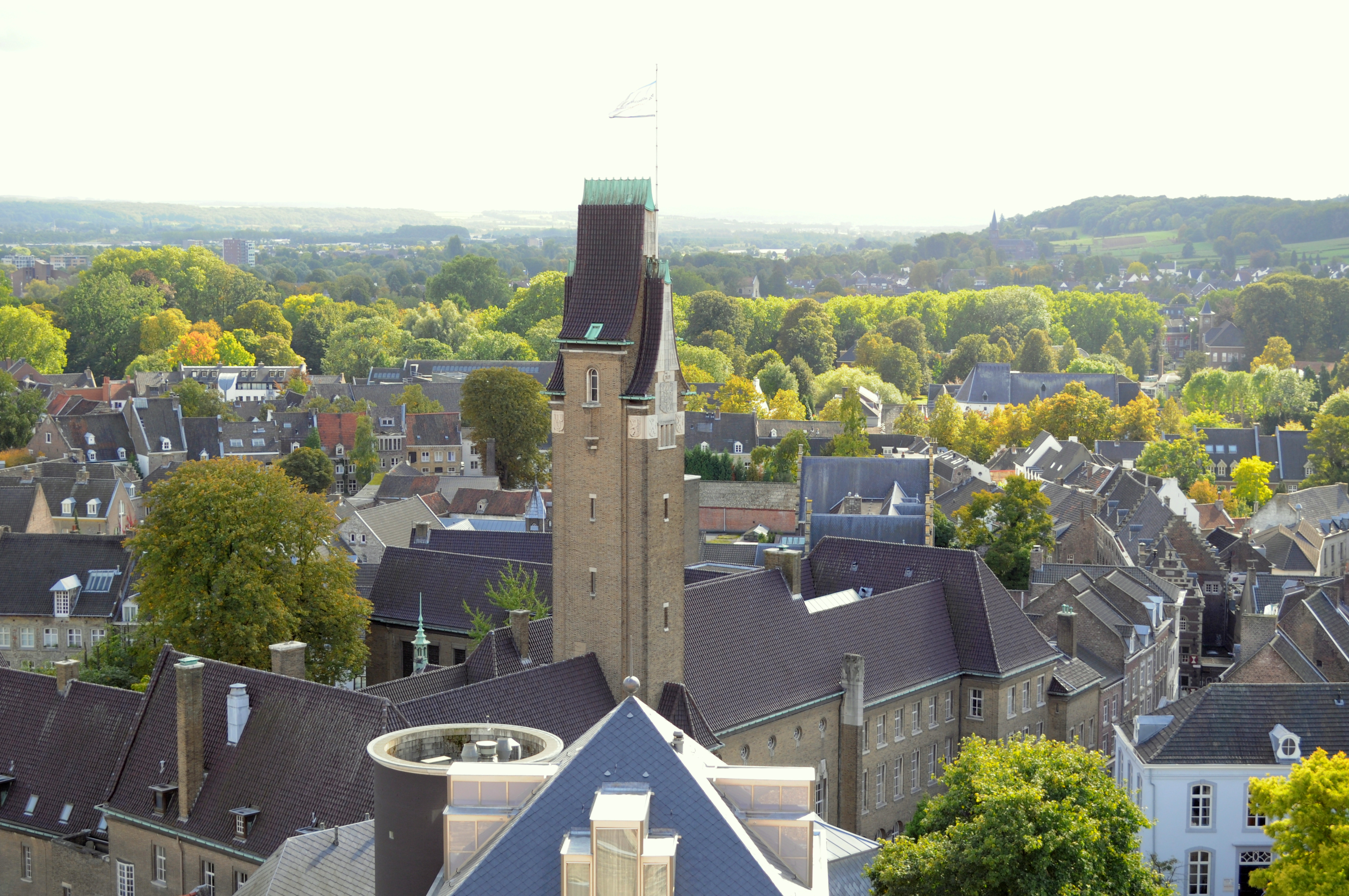
La Tour de l'Oud Gouvernement.

Le bâtiment du gouvernement est un bâtiment complexe parallèle à Bouillonstraat. Les façades sont en brique jaune sur un socle de pierre de Kunrade (bloc de marne). Les encadrements de fenêtres et les autres éléments décoratifs sont faits en pierre de Namur. La sculpture est du sculpteur maastrichtois Charles Vos. La façade ornée de la Bouillonstraat se caractérise par un large balcon au-dessus d'arcades et un décor riche en sculpture. Le volume du bâtiment est interrompu par une grande tour étroite avec un sommet rappelant un peu un style oriental. À gauche de la tour se trouvaient autrefois les salles des représentants, dont la salle États et les bureaux du commissaire du Roi (ou Reine). Le bâtiment perpendiculaire à cette aile était la résidence officielle du gouverneur du Limbourg. L'ancien lieu de réunion du Conseil provincial et les bureaux des députés étaient dans l'autre partie du bâtiment, dont l'entrée principale se trouve sur Lenculenstraat.
Un jardin se trouve à l'intérieur.

### Intérieur
L'entrée comprend une salle avec colonnade et un toit de verre. Un escalier permet d'accéder aux étages dès l'entrée. Une statue de la Justice de Charles Vos s'y trouve. Celle-ci provient de la façade l'ancien palais de justice. Les vitraux sont de l'artiste de Ruremonde Joep Nicolas.
La faculté de droit de l'Université de Maastricht  s'y est établie. Le bâtiment dispose de quinze salles de cours, deux salles informatiques et de plusieurs salles de classe, y compris une salle de procès simulé (Moot Court). Pour leur divertissement, les étudiants disposent d'une cour avec un coin café et d'une terrasse.